# シュトゥルモヴィーク

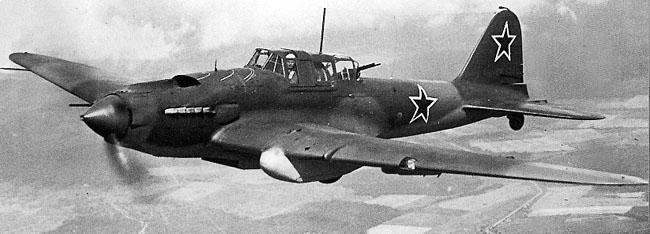
最も有名なシュトゥルモヴィークの一つである Il-2

シュトゥルモヴィーク（ロシア語：штурмовик；ラテン文字転写：Šturmovik、Shturmovikなど）は、労農赤軍・ソビエト連邦軍・ロシア連邦軍などロシア圏で用いられる軍用機の機種区分の一つ。略号としてはしばしばSh（Š；Шシャー）が用いられる。シュツルモヴィーク、シュトルモヴィク、シュトルモビクといった表記をされる事もあるが、当記事ではシュトゥルモヴィークで統一する。

## 概要

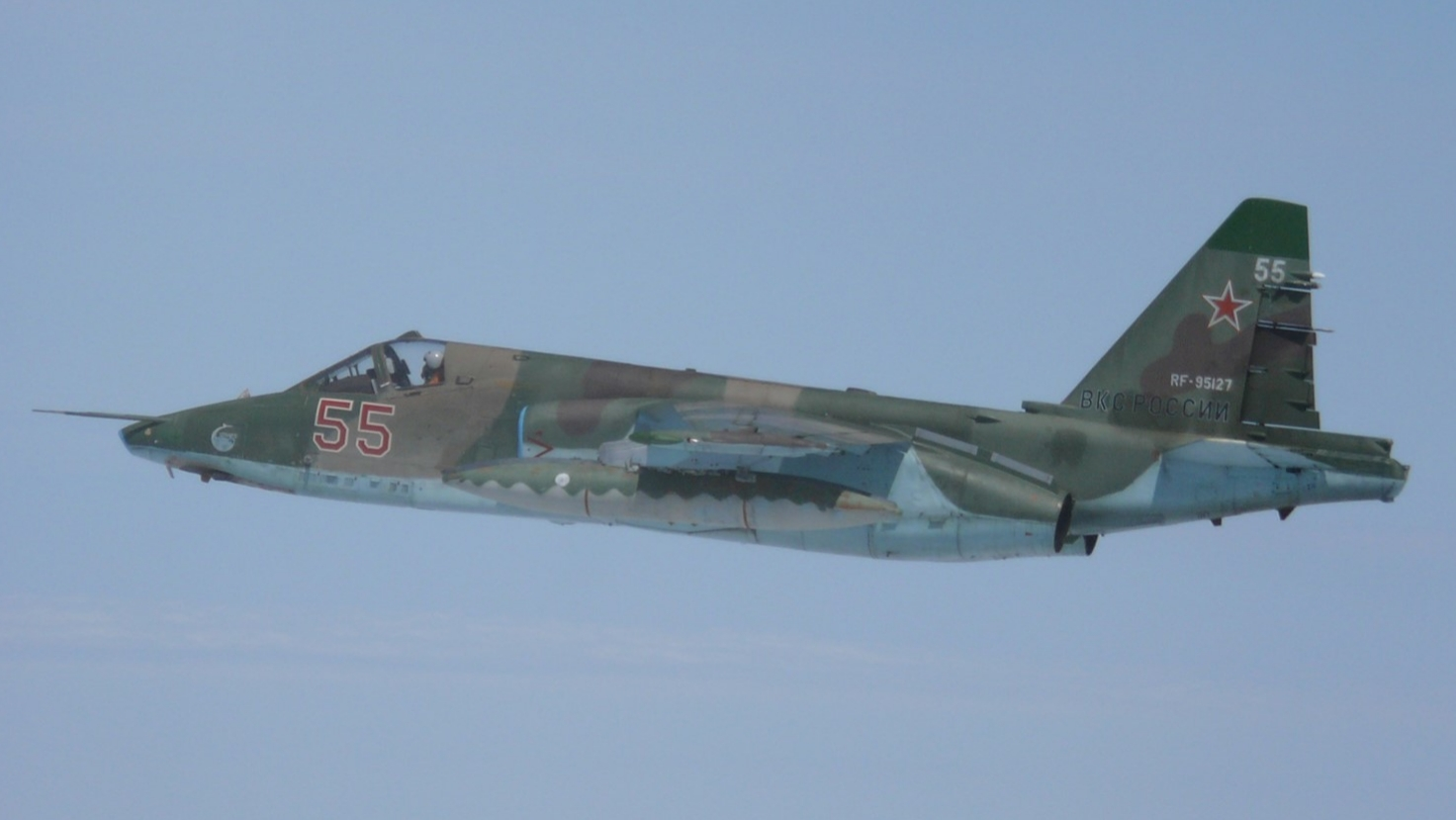
冷戦期に開発された軍用ジェット機でシュトゥルモヴィークの一種とされるSu-25

「штурмовик（シュトゥルマヴィーク、シュトゥルモヴィーク）」という語は、一般に「襲撃する者」を意味するロシア語の名詞で、ドイツ語系の名詞「штурм」（シュトゥールム：「襲撃、攻撃」の意）から作られた動詞「штурмовать」（シュトゥルマヴァーチ：「襲撃する、攻撃する」の意）から作られた語である。従って、ロシア語内では「攻撃機」以外により一般的な意味で使用されることも多く、航空機名としても単に「襲撃するもの」という意味で使用され始められたと考えられる。現代においては、超音速ジェット戦闘機よりも小型で軽便な、西側諸国の高等練習機兼軽攻撃機に相当する機体（Yak-130やMiG-ATなど）も含まれる。
そのため、日本語として最も適当な訳は「襲撃機（しゅうげきき）」であるが、「攻撃機」と訳されることも多い。また、個々のシュトゥルモヴィークによって性格が異なることもあり、「戦闘爆撃機」や「爆撃機（軽爆撃機）」、あるいは「急降下爆撃機」と訳される場合もある。こうしたことから、急降下爆撃を任務としないシュトゥルモヴィークでも「急降下爆撃機」と翻訳されるという弊害も生じている。逆に、「急降下爆撃機」（Пикирующий бомбардировщик）と呼ばれるAr-2やPe-2、Tu-2などがシュトゥルモヴィークと呼ばれることはまずない。
一方、第二次世界大戦前半にソ連軍の主力対地攻撃機としてシュトゥルモヴィーク的役割を担ったSu-2は、「近接爆撃機」（ブリージュニイ・ボムバルヂローフシチク；ближний бомбардировщик；略号:ББ）または「軽爆撃偵察機」（リョーフキイ・ボムバルヂローフシチク・ラズヴィェーチク；легкий бомбардировщик-разведчик）と分類されている。また、ソ連には他に「攻撃機」（または「打撃機」；ウダールヌィイ・サモリョート；ударный самолет）や「戦闘爆撃機」（イストリェビーチェリ・ボムバルヂローフシチク；истребитель-бомбардировщик）という機種区分もある。前者は主流にはならなかったが、後者は特にジェット機時代、数多くの機体が開発・使用された。
また、Il-2のみを指して「シュトゥルモヴィーク」と呼ぶことがあるが、これはIl-2が最も有名なシュトゥルモヴィークであるためで、これがこの機体の固有名称というわけではない。シュトゥルモヴィークとして開発された初めの機体は、1928年2月から計画されたTSh-Bや同時期に開発され1931年に初飛行したTSh-1などで、前者は大型の単葉機、後者は小型の複葉機であった。前者は計画に終わったが、後者からはTSh-2などの発展型がいくつか製作され、1930年代中盤のSSS（R-5SSS）やDI-6Shなどの開発・配備まで使用された。
なお、1930年代後期以降の大日本帝国陸軍においても、既存の「軽爆撃機」と異なる新機種区分として「襲撃機」が存在している。この計画によって誕生・量産された「九九式襲撃機」は、「重爆撃機（九七式重爆撃機・一〇〇式重爆撃機）」と同じく航空撃滅戦に特化している「軽爆撃機（九九式双発軽爆撃機）」と異なり、低空域にて敵地上軍（地上部隊・機甲部隊・砲兵陣地）の攻撃・友軍地上部隊の支援（近接航空支援）に比重を置いた「地上攻撃機」に相当するものであった。また、防漏タンクに留まらず機体要部に本格的な装甲（エンジン下面、中央翼下面、操縦席下面、背面、胴体下面を防弾鋼板で保護）を施すなど、日本陸軍の「襲撃機」は運用思想・設計思想ともにシュトゥルモヴィークに相当する区分である。

## 主なシュトゥルモヴィーク
東側諸国で開発された航空機の内、シュトゥルモヴィークと分類されるものの年代順の一覧。
| 設計局                       | 機体名称           | 初飛行年 | 分類                           |
| ---------------------------- | ------------------ | -------- | ------------------------------ |
| TsKB                         | TSh-1              | 1931     | シュトゥルモヴィーク           |
| TsKB                         | TSh-2              | 1931     | シュトゥルモヴィーク           |
| TsKB                         | ShON               | 1931     | シュトゥルモヴィーク           |
| ツポレフ                     | TSh-B              |          | 重シュトゥルモヴィーク         |
| ミコヤン・グレヴィッチ       | TSh-3              | 1934     | シュトゥルモヴィーク           |
| ポリカルポフ                 | SSS (R-5SSS)       | 1934     | 高速軽シュトゥルモヴィーク     |
| コチェーリギン・ヤーツェンコ | DI-6Sh             | 1935     | 軽シュトゥルモヴィーク         |
| コチェーリギン               | BSh-1              | 1937     | シュトゥルモヴィーク・爆撃機   |
| ポリカルポフ                 | VIT-1 (MPI-1、SVB) | 1937     | 対戦車攻撃機                   |
| グルーシン                   | Sh-Tandem          | 1937     | シュトゥルモヴィーク           |
| ポリカルポフ                 | VIT-2              | 1938     | 対戦車攻撃機                   |
| ニェーマン                   | HAI-51             | 1938     | シュトゥルモヴィーク           |
| ニェーマン                   | HAI-52             | 1938     | シュトゥルモヴィーク           |
| コチェーリギン               | Sh (LBSh)          | 1939     | 軽シュトゥルモヴィーク         |
| スホーイ                     | ShB                | 1939     | シュトゥルモヴィーク・爆撃機   |
| イリューシン                 | BSh-2（TsKB-55）   | 1939     | 装甲シュトゥルモヴィーク       |
| イリューシン                 | BSh-2（TsKB-57）   | 1940     | 装甲シュトゥルモヴィーク       |
| イリューシン                 | Il-2               | 1940     | 重シュトゥルモヴィーク         |
| ミコヤン・グレヴィッチ       | PBSh-1             |          | シュトゥルモヴィーク           |
| ミコヤン・グレヴィッチ       | PBSh-2             |          | シュトゥルモヴィーク           |
| スホーイ                     | Su-6               | 1940     | シュトゥルモヴィーク           |
| イリューシン                 | Il-4               | 1941     | 重シュトゥルモヴィーク         |
| ポリカルポフ                 | U-2VS              | 1941     | 多目的軽夜間爆撃機             |
| ヤコヴレフ                   | Yak-2 KABB         | 1941     | シュトゥルモヴィーク           |
| トマシェビッチ               | ペガース           | 1942     | シュトゥルモヴィーク           |
| スホーイ                     | Su-4               | 1942     | 軽爆撃機・シュトゥルモヴィーク |
| ヤコヴレフ                   | UT-1B              | 1942     | 軽シュトゥルモヴィーク         |
| ヤコヴレフ                   | UT-2MV             | 1942     | 軽シュトゥルモヴィーク         |
| イリューシン                 | Il-8               | 1943     | 重シュトゥルモヴィーク         |
| スホーイ                     | Su-8               | 1943     | 重シュトゥルモヴィーク         |
| イリューシン                 | Il-10              | 1944     | 重シュトゥルモヴィーク         |
| ツポレフ                     | Tu-2Sh             | 1944     | 重シュトゥルモヴィーク         |
| イリューシン                 | Il-16              | 1945     | シュトゥルモヴィーク           |
| イリューシン                 | Il-20              | 1948     | シュトゥルモヴィーク           |
| イリューシン                 | Il-40              | 1953     | シュトゥルモヴィーク           |
| ミコヤン・グレヴィッチ       | SN（MiG-17SN）     | 1953     | シュトゥルモヴィーク           |
| ミコヤン・グレヴィッチ       | MiG-15bis（ISh）   | 1959     | シュトゥルモヴィーク           |
| ヤコヴレフ                   | Yak-36             | 1964     | シュトゥルモヴィーク           |
| イリューシン                 | Il-28Sh            | 1967     | シュトゥルモヴィーク           |
| ヤコヴレフ                   | Yak-38             | 1970     | シュトゥルモヴィーク           |
| スホーイ                     | Su-25              | 1975     | シュトゥルモヴィーク           |
| イリューシン                 | Il-102             | 1982     | 重シュトゥルモヴィーク         |
| ヤコヴレフ                   | Yak-52B            | 1985     | 軽攻撃機                       |
| スホーイ                     | Su-39              | 1993     | 対戦車シュトゥルモヴィーク     |
| MAPO MiG                     | MiG-AT             | 1996     | 多用途戦闘教育機               |
| ヤコヴレフ                   | Yak-130            | 1996     | 戦闘教育機                     |
| ROS-アエロプログリェース     | T-504              |          | 戦闘教育機                     |
| スホーイ                     | PSSh               | 開発中止 | シュトゥルモヴィーク           |

## 主な襲撃機
日本陸軍において襲撃機に分類されていた航空機の一覧。
| 開発者       | 試作名称（キ番号） | 機体名称            | 初飛行年 | 備考                                |
| ------------ | ------------------ | ------------------- | -------- | ----------------------------------- |
| 中島         | キ13               | キ13試作襲撃機      |          | 計画のみ                            |
| 三菱         | キ51               | 九九式襲撃機        | 1939     |                                     |
| 三菱         | キ65               | キ65試作襲撃機      |          | 計画のみ・戦闘機に要求変更          |
| 満飛         | キ71               | キ71試作軍偵/襲撃機 | 1941     | 試作のみ・軍偵察機兼用              |
| 陸軍航空工廠 | キ93               | キ93試作襲撃機      | 1945     | 試作のみ                            |
| 満飛         | キ98               | キ98試作戦闘襲撃機  |          | 高高度戦闘機に要求変更・試作中断    |
| 川崎         | キ102乙            | キ102乙試作襲撃機   | 1944     | 試作段階で実戦配備                  |
| 三菱         | キ103              | キ103試作襲撃機     |          | キ83試作戦闘機の襲撃機型・計画のみ  |
| 立川         | キ104              | キ104試作襲撃機     |          | キ94I試作戦闘機の襲撃機型・計画のみ |
| 中島         | キ201              | キ201試作戦闘襲撃機 |          | ジェット機・計画のみ                |